# Эйхгорн, Эмиль
Эмиль Роберт Эйхгорн (Роберт Эмиль Эйхгорн, Эйххорн, нем. Emil Eichhorn; 9 октября 1863, Рёхсдорф, близ Хемница — 26 июля 1925, Берлин) — деятель немецкого рабочего и социалистического движения, журналист, начальник берлинской полиции во время Германской революции 1918—1919.

## Биография
Был подмастерьем у работников стеклянной отрасли с 1878 года, и со временем примкнул к Социал-демократической партии Германии (СДПГ). Он стал партийным функционером в 1893 году. Был руководителем социал-демократического пресс-бюро в 1908-1917 годах, пока не ушёл из СДПГ с её антивоенным крылом, сформировавшим НСДПГ, где играл аналогичную роль руководителя пресс-службы партии. В 1918 году также сотрудник РОСТА в Берлине.
Во время Ноябрьской революции решением Берлинского совета назначен полицай-президентом Берлина. 9 ноября 1918 года во главе революционных рабочих и солдат занял штаб-квартиру полиции в Берлине (охранявшая здание пехота сложила оружие без борьбы). Первым делом в должности начальника полиции Эйхгорн освободил 600 политических заключённых. Среди его заместителей был будущий троцкистский активист Антон Грилевич.
Отстранение Эйхгорна от его поста прусским правительством 4 января 1919 года и попытка заменить его членом СДПГ спровоцировали массовый протест берлинских рабочих. На следующий день Эйхгорн объявил перед демонстрацией, собравшей 200 000 человек, что получил пост от революции, и сдаст его только революции. Смещению Эйхгорна предшествовала клеветническая кампания в «Форвертс», обвинявшая его в получении золота от большевиков, краденных продуктов питания и незаконно приобретённого оружия.
6 января ЦК советов и муниципалитет Берлина утвердили решение снять Эйхгорна, однако ранее в тот же день его сторонники оккупировали несколько зданий, в том числе типографию «Форвертс» — противостояние, которое вылилось в Восстание спартакистов и январские бои 1919 года.
Избирался депутатом Веймарского учредительного собрания (1919), затем был депутатом Рейхстага. В 1920 году Эйхорн вступил в Коммунистическую партию Германии, когда та слилась с НСДПГ, но покинул её ряды после исключения Пауля Леви в 1921 году. Впрочем, он оставался депутатом от КПГ до своей смерти в июле 1925 года.